# Извънредно положение
Извънредно положение е ситуация, в която правителството на дадена страна има правомощия да извършва действия, които при нормални обстоятелства не биха били позволени. Правителството може да обяви такова положение по време на бедствие, гражданско неподчинение или въоръжен конфликт. Обявяването на такова положение има за цел да предупреди гражданите и да задейства правителствените служби, които да започнат изпълнението на планове за справяне с конкретната ситуация. Древноримският еквивалент се нарича Юстициум, при който сенатът може да издаде указ, който не може да бъде оспорван.
Извънредното положение може също да се използва като претекст за ограничаване на определени права и свободи, които иначе са гарантирани от конституцията на страната. Процедурата и законността на въвеждането му се различава в зависимост от държавата.

## Връзка с международното право
Според международното право, свободите и правата могат да бъдат ограничени при извънредно положение. Например, правителството може да задържа хора и да ги затваря без съдебен процес. Всички права, които могат да бъдат засегнати, са изброени в Международния пакт за граждански и политически права (МПГПП). Съответно, има и права, които не могат да бъдат отнети: право на живот, право на свобода от произволно задържане, робство, изтезание или малтретиране.
В някои държави е незаконно да се променя конституцията по време на извънредно положение, докато в други страни е напълно позволено променянето на всякакви закони и права. Извънредното положение трябва да е публично оповестено, да се уточнят причината за въвеждането му, точното време на започването му, възможните ограничения, които могат да настъпят вследствие, както и очакваното време за приключване на извънредното положение. Въпреки че това е стандартен протокол на МПГПП, неговият Комитет за мониторинг не разполага с власт за налагане на санкции, поради което неговите препоръки не винаги се следват стриктно. Придържането към него се регулира по-добре чрез други конвенции в САЩ и Европа.

## Прилагане
Макар прилагането на извънредното положение да е сравнително рядко при демократичните системи на управление, диктаторските режими често обявяват извънредно положение и дори го удължават безсрочно, така че да няма законови пречки за нарушаване на правата на определени граждани. В някои случаи, заедно с извънредното положение се обявява и военно положение, което дава по-голяма свобода на действие на въоръжените сили.
Според някои политически теоретици, като например Карл Шмит, правомощието да се взема решение за предприемане на извънредно положение определя самия суверенитет. От друга страна, Джорджо Агамбен критикува тази идея, твърдейки, че механизмът на извънредното положение лишава определени хора от техните граждански права, като по този начин се постига това, което той определя като homo sacer.
Понякога, с извънредното положение може да се злоупотребява, например за да може държавата до потиска вътрешната опозиция, без да се съобразява с правата на човека. Пример за това е Августовския пуч в СССР през 1991 г., когато лидерите на провалилия се преврат, обявяват извънредно положение. Такива злоупотреби обикновено се следят от различни независими експертни комитети.